# Intermission (película)
Intermission es una película de 2003 dirigida por John Crowley que cuenta la historia de una pareja joven y personas que la rodean. La película está ambientada en Dublín, Irlanda.

## Elenco
- Colin Farrell como Lehiff.
- Cillian Murphy como John.
- Kelly Macdonald como Deirdre.
- Colm Meaney como Detective Jerry Lynch.
- Shirley Henderson como Sally.
- Deirdre O'Kane como Noeleen.
- Michael McElhatton como Sam.
- Tomas O'Suilleabhain como Ben Campion.
- Brian F. O'Byrne como Mick.
- Ger Ryan como Maura.